# Concili de Preslav
El Concili Nacional de Preslav (búlgar Преславски народен събор) va tenir lloc en 893. Va ser un dels esdeveniments més importants en la història del Primer Imperi Búlgar i va ser la pedra angular de la cristianització de Bulgària sota el príncep Borís I.

## Antecedents i fonts
En 889 Borís I va abdicar i es va retirar a un monestir i va ser succeït pel seu fill gran Vladímir-Rasate, que va intentar restaurar el paganisme, la religió tradicional del país des del 681. Després que Vladímir-Rasate va ser deposat pel seu pare en 893, aquest últim va reunir un Concili Popular a Preslav per legitimar els canvis Com que els temes a tractar són de gran importància per a tot el país, l'assistència i l'aprovació de la noblesa superior i la inferior, el clergat i els representants de totes les províncies que es necessitava. No hi ha menció directa del Consell en les fonts medievals. La descripció més detallada dels fets que van portar a la caiguda de Vladímir-Rasate prové de l'abat benedictí Reginó de Prüm en la seva obra Chronicon:
| « | ... El príncep d'aquell poble [Borís I], com es diu, després d'acceptar la benedicció del baptisme, va mostrar tal perfecció, que durant el dia va aparèixer el seu poble amb regis vestits i durant la nit, cobert amb roba de cru va entrar secretament a l'església i al terra del temple, va dedicar el seu temps a l'oració, vestit només amb un cilici. Aviat va abandonar el regne terrenal i després de posar en el seu lloc com a príncep el seu fill gran [Vladímir], es tonsurà, va prendre el mantell del sant ascetisme, es va convertir en un monjo i va dedicar el seu dia i la nit a la caritat, la vigília i la pregària. Mentrestant, el seu fill, al qual va posar per Príncep i que era molt menys entusiasta i activa del seu pare, va començar a saquejar i ocupar el seu temps en el beure, les festes i la disbauxa i amb tots els mitjans per convertir el seu poble, recentment batejat, de nou als rituals pagans. Quan el seu pare es va assabentar d'això, inflamat per una gran ira, va deixar els hàbits monàstics, es posà de nou la faixa militar, les vestidures reials i quan va prendre els temerosos de Déu, els dirigí contra el seu fill. Aviat el va capturar sense molta dificultat, li va treure els ulls i el va enviar a la presó. Després va reunir tot el seu imperi i col·locà com a príncep el seu fill menor [Simeó I], i el va amenaçar davant de tots amb la mateixa pena si volia trair el veritable cristianisme. Després que ell ho disposés així, es va treure el cinturó, es va posar les santes robes monàstiques i quan va anar a un monestir, va passà la resta de la seva vida present en sagrat ascetisme. | » |

## Decisions
Segons els historiadors, el Consell va ser presidit per Borís I i es van prendre quatre decisions importants:
- El príncep Vladímir-Rasate va ser destronat i reemplaçat pel seu germà Simeó I. Simeó, que estava destinat a ser un clergue d'alt rang o fins i tot Arquebisbe,[7][8] va ser alliberat del seu jurament monàstic.[9] També hi va haver un canvi en el principi de la successió que va permetre que el germà del monarca pogués succeir-lo al tron. Fins aquell moment, només el fill del monarca podia succeir-lo al tron. Aquest canvi va ser esmentat per Joan l'Exarca en la seva obra Xestodnev.
- La capital de Bulgària va ser traslladada de Pliska a Preslav. Aquesta decisió s'explica pel desig de Borís I per seleccionar una capital fora de Pliska, on el record del passat pagà era encara molt fort. A la nova capital Simeó hauria estat envoltat de gent lleial al cristianisme i a la política proeslava del seu pare.[10] Preslav era també la seu del Monestir de Panteleimon[11] en el qual Boris s'havia retirat i on Simeó podria haver viscut. Andreev suggereix que l'emplaçament de la capital a Preslav va ser un acte simbòlic de ruptura amb el paganisme.[1]
- El clergat romà d'Orient havia de ser desterrat del país i ser substituït per clergues búlgars. Entre els bisbes recentment nomenats búlgars hi havia Climent d'Ocrida, que va ser enviat a Devol a la regió de Kutmitxevitsa[12]
- L'idioma búlgar antic va substituir el grec en la litúrgia. Per tant, va esdevenir l'idioma oficial de Bulgària. Aquest acte va ser de gran importància no només per Bulgària, sinó per a tot el món eslau[13]

## Significat
Les decisions preses en el Concili de Preslav tingueren un gran impacte en la història de Bulgària. L'oficialitat de l'antic búlgar va donar un gran impuls per al desenvolupament de l'Escola literària de Preslav i l'Escola literària d'Ohrid. La cultura búlgara i la literatura van entrar en la seva Edat Daurada. Sota el govern del recentment elegit Simeó I, el país va esdevenir el centre cultural i espiritual de l'Europa eslava. L'eliminació del clergat romà d'Orient i el llenguatge de la litúrgia grega va assegurar que Bulgària hauria de mantenir-se allunyada de qualsevol influència romana d'Orient forta o directa en la política i en la vida religiosa.
La reacció romana d'Orient va ser ràpida. El 894, l'emperador Lleó VI traslladà el mercat dels comerciants búlgars de Constantinoble a Salònica, la qual cosa va ser un dur cop per als interessos econòmics de Bulgària Això atià la primera guerra comercial a Europa, que va ser guanyada per Simeó I després de la decisiva batalla de Bulgarófigon.